# سياسة إلكترونية
السياسة الإلكترونية بالإنجليزية (e-politics) وهي مصطلح جديد في علم السياسة منذ بداية القرن الحادى والعشرين، الا أن بعض الباحثين أشار إلى وجودها منذ تسعينات القرن العشرين. وذلك من خلال تبادل المعلومات في المجتمعات الافتراضية على شبكة الإنترنت.

## التعريف
- هي شكل من أشكال الديمقراطية المباشرة التي تستخدم تقنيات واستراتيجيات المعلومات والاتصالات لأغراض العمليات السياسية والحكم، لبناء المجتمع وكسب التأييد والتنظيم. ويمكن استخدامها أيضا لإدارة المجتمعات المحلية والأمم وحتى كوظيفة دولية.[1]
- هي ذلك المجتمع الافتراضي الذي يرفض الرقابة من أعلى ويقوم بتنظيم أوراقه داخله دون اللجوء إلى سلطة عليا، وبالتالى فالكل سواء في هذا المجتمع.

## الأشكال
تعددت أشكال السياسة الإلكترونية باعتبارها مجتمع افتراضى حديث النشأة يواجه المجتمع التقليدي بكل مزاياه وعيوبه، فنجد منها:
1. منتدى إنترنت
2. غرفة دردشة
3. مواقع الشبكات الاجتماعية مثل الفيسبوك
4. عالم افتراضي بالإنجليزية Virtual world
5. ويكيبيديا
6. مدونة ويمكن التعبير عنها بالمصطلح الشهير Blog